# Le Saint mène la danse
Le Saint mène la danse est un film français de 1960.
Il s'agit d'un film d'espionnage réalisé par Jacques Nahum, avec Félix Marten, Jean Desailly, Françoise Brion et Michèle Mercier, librement inspiré des aventures du Saint, créé par Leslie Charteris.

## Synopsis
Un jeune milliardaire américain permet, à New York, l'arrestation d'un gangster. Un an plus tard, à Paris, il est menacé par les amis de la victime.

## Distribution
- Félix Marten : Simon Templar
- Michèle Mercier : Dany
- Françoise Brion : Norma
- Jean Desailly : Freddie Pellman
- Nicole Mirel : Gina
- Henri Nassiet : Louis
- Clément Harari : Archie
- Jean-Marie Rivière : Mario
- Jean-Roger Caussimon
- Pierre Collet
- Pascal Fardoulis
- Jean-Pierre Rambal
- André Valmy
- Jean-Pierre Zola

## Commentaires
Leslie Charteris trouva le film tellement pitoyable qu'il s'opposa à sa diffusion dans les pays de langue anglaise.